# 광주환경공단
광주환경공단은 환경기초시설과 공공시설물을 효율적으로 관리 및 운영함으로써 시민의 편익도모와 복리증진을 위해 설립된 광주광역시의 공기업이다. 광주광역시 서구 천변우하로 79(치평동 753-1)에 위치하고 있다.

## 설립 근거
- 지방공기업법
- 광주환경공단설치조례

## 사업 범위
- 하수종말처리장 관리ㆍ운영사업
- 위생처리장 관리ㆍ운영사업
- 쓰레기소각장 관리ㆍ운영사업
- 위생매립장 관리ㆍ운영사업
- 광주천자연형하천ㆍ영산강 시설관리ㆍ운영사업
- 기타 시장이 필요하여 위탁하는 사업
- 각 사업에 해당하는 시설의 부대사업 등

## 연혁
- 1977년 12월 1일 위생처리장관리소 개소
- 1989년 12월 1일 하수처리사업소 개소
- 1993년 7월 5일 위생처리장관리소를 하수처리사업소에 통합
- 1993년 10월 9일 위생매립장관리사무소 개소
- 1997년 1월 19일 환경사업소로 명칭변경(하수.위생처리)
- 1998년 3월 1일 환경사업소중 하수처리장 환경시설관리공사에 위탁
- 2000년 9월 15일 상무소각장 시설준공
- 2001년 1월 1일 위생처리장 도시공사 위탁
- 2002년 10월 31일 환경시설공단 설립등기 및 업무 개시
- 2003년 1월 1일 상무소각장 인수, 운영개시
- 2005년 1월 1일 광역위생매립장 인수, 운영개시
- 2006년 1월 1일 음식물자원화시설 인수운영개시
- 2007년 1월 1일 광주천자연형 하천 준공시설물 인수관리 개시
- 2012년 7월 1일 영산강 시설 운영
- 2013년 1월 1일 광주환경공단 명칭 변경(광주광역시환경시설공단 → 광주환경공단)
- 2013년 6월 5일 광주 제2음식물자원화시설 운영개시
- 2013년 6월 12일 효천하수처리장 운영개시
- 2016년 12월 31일 상무소각장 운영 영구 중단
- 2017년 12월 26일 극락천비점오염저감시설 운영
- 2019년 10월 10일 상무1,2비점오염저감시설 운영
- 2020년 3월 13일 클린로드시스템(쿨링포그포함)관리

## 조직

### 이사장
- 안전감사실

#### 상임이사
- 경영지원부
  - 미래혁신팀
  - 총무인사팀
  - 기술운영팀
  - 시민소통팀
- 광주사업소
  - 광주지원팀
  - 하수처리팀
  - 하수시설팀
  - 위생운영팀
  - 슬러지자원화팀
  - 비점오염관리팀
- 송대사업소
  - 송대운영팀
  - 효천운영팀
- 향등사업소
  - 매립지원팀
  - 매립운영팀
- 하천사업소
  - 하천관리팀
  - 관로관리팀
- 음식물자원사업소
  - 자원화지원팀
  - 음식물1팀
  - 음식물2팀
- 폐수처리사업소
  - 평동도시첨단팀
  - 빛그린산단팀

## 같이 보기
- 광주광역시
- 광주광역시 도시철도공사
- 광주광역시 도시공사
- 김대중컨벤션센터
- 대한민국의 공공기관 목록 (지방자치단체별)